# Porothamnium woodii
Porothamnium woodii là một loài rêu trong họ Neckeraceae. Loài này được Sim mô tả khoa học đầu tiên năm 1926.